# 富山県美術館
富山県美術館 アート & デザイン（とやまけんびじゅつかん アート アンド デザイン、正式名：富山県美術館　英: Toyama Prefectural Museum of Art and Design）は、富山県富山市木場町にある公立美術館である。
略称は「TAD（タッド）」。日本博物館協会、全国美術館会議、富山県博物館協会会員。

## 概要
2017年（平成29年）3月25日に一部先行オープン、8月26日に全館開館した、20世紀以降の近・現代美術作品とポスターやチェア（椅子）などのデザイン作品を中心に約16,000点（時価評価額 約270億円）収蔵し、展示紹介している美術館である。1981年（昭和56年）開館（2016年12月28日閉館）の富山県立近代美術館のコレクションを引き継ぐ。また、富山県博物館協会の事務局が当美術館内に置かれている。
これまで富山市西中野町にあった富山県立近代美術館が、建設から35年以上経ち老朽化したために、富山駅北西側にある富岩運河環水公園西地区の敷地面積12,548m2の見晴らしの丘に、鉄骨造り一部鉄骨鉄筋コンクリート造り地上3階建ての、船の舳先のような形の建物を総工費約85億円で移転新築し、開館。2017年（平成29年）3月25日13時30分にTADギャラリー・アトリエ・レストラン・カフェなどを先行オープン、「オノマトペの屋上」（遊具がある屋上庭園）は4月29日に供用を開始、展示室等は8月26日より供用開始した。美術館のコンセプトは「アートとデザインをつなぐ」である。
美術館の外観は、富山県の主要産業であるアルミを多用し、美術館正面の東側2階、3階は全面ガラス張りとなっている。屋上には芝生張りの屋上庭園を設置しており、晴れた日には東側の2階から屋上庭園では、正面にある富岩運河環水公園越しに雄大な立山連峰を眺望できる。いたち川沿いの南側屋外芝生広場には階段状のプロムナードがあり、2階屋外広場へと通じるほか、屋上庭園へ直接通じる階段、エレベーターが用意されている。また駐車場は、雨や雪などがしのげる屋内駐車場となっている。
館内は各階（フロア）ごとにテーマが設けられており、2階、3階には常設展示、企画展示の合わせて6つの展示室を持つ。また館内はアルミ材のほか県内（氷見）産のスギ材をふんだんに使用しているが、2階、3階の各展示室を繋ぐ中央廊下には、天井、壁に桟状の木材を数多く並べ、床も含め木材で囲まれている。屋上庭園は「オノマトペ」という遊具が8つあるが、これは美術館建設地に元々「ふわふわドーム」があり、子供たちの遊び場だったため、石井隆一富山県知事が、子供たちのために残すことを要望したことによる。また3階レストランには、日本橋たいめいけんが地方初出店した。また、作品を保管する収蔵庫は洪水や、津波からの被害を受けないよう、2階・3階に設けられている。
常設展示品は、富山県立近代美術館より移設されたパブロ・ピカソ、ロートレック、ルオー、シャガール 、ジョアン・ミロやマルセル・デュシャンなどの作品のほか、シュルレアリスム作家の作品を中心としたコレクションを収蔵・展示。また、当館が収蔵する数多くのすぐれたデザインの、ポスターやチェアを収集し展示している。また、富山県立近代美術館設立に関わった、富山市出身の美術評論家・作家である瀧口修造の生前の作品ならびに世界的な作家より送られた所蔵品、富山市大山町で晩年を過ごした世界的な音楽家「シモン・ゴールドベルク」の生前のコレクションを展示している。
マスコットキャラクターは水色の象に羽根のような手のような耳と人間のような目が付いた「ミルゾー」で、富山県立近代美術館開館30周年を記念して2011年（平成23年）に、日本グラフィックデザイナー協会会長を務め、2020年東京オリンピックエンブレムのデザイン選考の審査員長で、富山県立近代美術館の開館以降ほぼ全てのポスターデザインを手掛けてきたグラフィックデザイナーの永井一正がデザインし、キャラクター名は一般公募にて選ばれたものを引き継いだものである。ただし色調を新しい美術館のイメージに合わせモスグリーンから水色に変更した。
美術館員の女性ユニフォーム（制服）は、世界的なデザイナー、三宅一生デザインによるものである。
美術館正面にある富岩運河環水公園内のいたち川沿いを美術館へのプロムナード「千年の桜並木」として再整備し、屋根付きベンチ、手作りアート作品を展示したりワークショップなどを開催できるアートワゴン（屋台）などを設置した。
富山県立近代美術館時代の2001年（平成13年）3月には、県民公園太閤山ランドのふるさとパレス内に、館外展示施設「太閤山ランドふるさとギャラリー」を開設。本館収蔵品を中心とした美術展を開いてきた。また、2013年（平成25年）より同施設と太閤山ランドを利用して、県内の芸術家が新人育成と、芸術家の刺激の場として企画した「太閤山ビエンナーレ」を隔年で開催してきたが、富山県立近代美術館の閉館、新たに富山県美術館の開館に伴い、「太閤山ビエンナーレ」を「ビエンナーレTOYAMA」と名称を改め、会場を富山県美術館並びに富岩運河環水公園を利用し受け継ぐこととなった。なお、「太閤山ランドふるさとギャラリー」は富山県美術館移転時に閉鎖した。
美術館内に出店している「日本橋 たいめいけん」が、新型コロナウイルス感染症拡大の影響で、売り上げが落ち込み継続は困難として、2020年（令和2年）8月31日をもって撤退することとなった。

## 富山県立近代美術館からの新築移転の経緯
これまであった富山県立近代美術館は、当時建設からすでに33年以上も経ち、耐震基準を満たしておらず、空調施設も旧式であった。特に消火設備がスプリンクラー式であり、火災の際他の美術品にも影響を与えるなど、文化庁の基準も満たしていないことから、他の美術館からの美術品の借り受けにも支障をきたすため、早急な対策が必要であった。
そこで現在地での建て替え、移転新築などを検討し、市街地郊外ではなく富山駅に近く公共交通機関を利用し県内外の人達が気軽に訪れ、中心市街地の賑わいを富岩運河環水公園と共にもたらすことができるとして、富山県は2013年（平成25年）に、富山駅北側の富岩運河環水公園西地区の見晴らしの丘に新築移転すると発表した。
その後2014年（平成26年）4月に基本設計の概要を発表。2015年（平成27年）1月16日には県知事が、同年3月に着工し2017年（平成29年）1月の開館予定であること、また館名の名称変更も検討すると発表した。同年11月30日に県知事は、新美術館の名称として「富山県アート & デザイン美術館」を提唱、また休館日の変更、開館時間の延長の意向も提示した。開業時期については、2017年（平成29年）春にレストランとアトリエを、ゴールデンウィークまでに「オノマトペ」の屋上をテーマとした屋上庭園を先行オープンし、同年夏後半から秋口に掛けて全面開業の予定であると発表した。
2016年（平成28年）3月に美術館名称を「富山県美術館」に正式決定、2016年（平成28年）9月2日には、全面開館は2017年（平成29年）8月26日、レストランとアトリエは同年3月下旬に、屋上庭園はゴールデンウィークをめどに先行開業すると発表した。また、美術館の英文名称と略称の発表とともに永井一正が制作したロゴマークも発表された。なお県知事が以前提案した館名の「アート & デザイン」は英文名称とロゴマークに盛り込まれた（英文の正式名では「＆」ではなく、「and」と明記）。富山県立近代美術館は移転準備のため2016年（平成28年）12月28日に閉館した。
一部先行開館した2017年（平成29年）3月25日と26日には「TADどきどき祭り」を開催、一部を除き展示室空間を一般開放。当美術館を設計した内藤廣、たいめいけんの三代目オーナーシェフ茂出木浩司、現代彫刻家三沢厚彦によるトークイベント、彫刻家の佐藤忠博によるワークショップ、内藤廣建築設計事務所スタッフが、美術館の特長や魅力、デザインの工夫などの解説をしながら館内を巡るイベントが開催された。またTADギャラリーでは、美術館の設計図、模型、写真、建設に使用した部材などの展示と映像による美術館の紹介がされていた。
2017年（平成29年）3月25日から8月25日の部分開館期間の入館者数は、約57万5000人であった。
全館オープン当日は記念式典の後、午後1時より一般公開となり、永井一正、佐藤卓による記念トークイベント、弦楽コンサート、富山県出身の女優、室井滋らによるパフォーマンスショーなどが行われた。
開館の記念展は、「生命の美の物語 LIFE—楽園を求めて」と題し、138人、170点の展示をしており、愛知県美術館所蔵で、めったに貸出しされないオーストリアの画家、グスタフ・クリムト作「人生は戦いなり（黄金の騎士）」、フランスのグルノーブル美術館よりロベール・ドローネー作「ブレリオに捧ぐ」、フェルナン・レジェ作「曳き船」、ドイツのブレーメン美術館よりパブロ・ピカソ作「画家（自画像）」、豊田市美術館よりエゴン・シーレ作「カール・グリュンヴァルトの肖像」など、国内外の美術館40館より日本初公開の8点を含め、130点を借り受け展示された。
また富山県美術館が新たに約2億1600万円で購入した藤田嗣治（レオナール・フジタ）の「二人の裸婦」のほか、女優、室井滋の所有品である「猫」、富山県ゆかりの所蔵家より「座る裸婦」を借り受け計3点が展示された。

## 沿革
- 1981年（昭和56年）7月4日 - 前身の富山県立近代美術館開館。
- 1985年（昭和60年） - 第1回「世界ポスタートリエンナーレトヤマ(IPT)」を開催。以降3年ごとに開催。
- 2001年（平成13年）3月 - 太閤山ランドのふるさとパレス内に、館外展示施設「太閤山ランドふるさとギャラリー」開設。
- 2011年（平成23年） - マスコットキャラクター「ミルゾー」が誕生。
- 2013年（平成25年） - 「新 富山県立近代美術館〔仮称〕」を、富山駅北側の富岩運河環水公園西地区の見晴らしの丘に新築移転と発表。基本計画策定。
- 2014年（平成26年）4月 - 新美術館（新 富山県立近代美術館〔仮称〕）の基本設計概要、実施設計概要を発表。
- 2015年（平成27年）3月 - 新美術館（新 富山県立近代美術館〔仮称〕）起工。
- 2016年（平成28年）
  - 3月 - 新美術館名を「富山県美術館」に正式決定。
  - 9月 - ロゴマークを発表（永井一正制作）、公式ホームページ開設。
  - 12月 - 富山県美術館竣工。
  - 12月28日 - 富山県美術館へ移転準備のため、富山県立近代美術館閉館。
- 2017年（平成29年）
  - 3月25日 - TADギャラリー・アトリエ・レストラン・カフェなど一部先行開館。
  - 4月29日 - 「オノマトペの屋上」（遊具）供用開始。
  - 8月26日 - 「富山県美術館」全館オープン（作品展示開始）。
- 2020年（令和2年）8月30日 - 館内のレストラン「日本橋たいめいけん 富山店」閉店[13]。
- 2021年（令和3年）4月10日 - 館内の新レストラン「BiBiBi & JURULi（ビビビとジュルリ）」開店[28][29]。
- 2022年（令和4年）4月 - 富山県出身の人気ユーチューバー「はじめしゃちょー」が、同館公式ユーチューブチャンネルに出演し、美術館の魅力を伝える動画を配信[30][31]。

## 主な収蔵作品

### 絵画・版画など
| - 「闘牛場の入り口」（1900年） - パブロ・ピカソ - 「肘かけ椅子の女」（1923年） - パブロ・ピカソ - 「静物」（1941年） - パブロ・ピカソ - 「座る女」（1960年）- パブロ・ピカソ - 「パイプを吸う男」（1925年） - ジョアン・ミロ - 詩画集「ミロへの賛歌」より（1973年） - ジョアン・ミロ - 「マンジの肖像」（1901年） - ロートレック - 「山羊を抱く男」（1924年-1925年） - マルク・シャガール - 「パシオン」（1943年） - ジョルジュ・ルオー - 「L.H.O.O.Q」（1919年） - マルセル・デュシャン - 「アメリカのクリスマスのアレゴリー」（1943年） - サルバドール・ダリ - 「月光」（1901年） - ムンク - 「無題」（1946年） - ジャクソン・ポロック - 「森と太陽」（1927年） - マックス・エルンスト - 「消失Ⅱ」（1962年） - ジャスパー・ジョーンズ - 「横たわる人物」（1977年） - フランシス・ベーコン - 「DALET SHIN（ダレット シン）」（1958年） - モーリス・ルイス - 「マリリン（10点組）」（1967年） - アンディ・ウォーホル - 「レール上のパレード」（1923年） - パウル・クレー - 「真実の井戸」（1963年） - ルネ・マグリット - 「夜の汽車」（1947年） - ポール・デルヴォー | - 「赤い兎」（1949年） - 岡本太郎 - 「明日の神話（油彩原画・0号原画）」 - 岡本太郎 - 「二菩薩釈迦十大弟子」（1939年） - 棟方志功 - 「二人の裸婦」（1929年） - 藤田嗣治（レオナール・フジタ） - 「座る裸婦」（1920年-30年代） - 藤田嗣治（レオナール・フジタ）イセ文化財団代表理事より2018年に寄贈 - 「画家の自画像」（1982年） - 横尾忠則 - 「思い出と現実の一致」（1998年） - 横尾忠則 - 「潮」（1983年） - 平山郁夫 - 「晨朝」（1939年） - 石崎光瑤 - 「庭と仔犬」（1953年） - 郷倉千靭 - 「真昼」（1959年） - 郷倉和子 - 「耿」（1957年） - 杉山寧 - 「冬」（1974年） - 髙山辰雄 - 「剣」（1966年） - 奥田元宋 - 「みくりが池」（1976年） - 野見山暁治 - 「サンティアーゴ」（1985年） - 大竹伸朗 - 「ウォーターフォール」（1995年） - 千住博 - 「断崖図#22」（2016年） - 千住博（本人より2018年に寄贈） - 「浄風吹炎」（1988年） - 白髪一雄 |

など

### 彫刻・立体造形・ミクストメディアなど
- 「フェニックス」（1957年） - アントワーヌ・ペヴスナー
- 「真実の井戸」（1967年） - ルネ・マグリット
- 「戸口によりかかる娘」（1971年） - ジョージ・シーガル
- 「空間の中の線の構成 No.2」（1949年） - ナウム・ガボ
- 「着衣の少女」（1978年） - ジャコモ・マンズー
- 「太陽の雄しべ」（1989年） - 草間彌生
- 「澄みわたる距離」（1990）-舟越桂
- 「Animal 2017-01」（2016年-2017年） - 三沢厚彦（2階南側廊下）
  - クマをモチーフとした木彫で、2階屋外広場に展示されている「Animal 2017-01-B」の型となったもの。
- 「Animal 2017-01-B」・「Animal 2017-02-B」・「Animal 2017-03-B」（2017年） - 三沢厚彦（2階屋外広場）
  - いずれもクマをモチーフとしたウレタン塗装を施したブロンズ像で、それぞれ大きさが異なる。
- 「Bird 2017-01-B」〔立山権現の白鷹をモチーフ〕（2017年） - 三沢厚彦（屋上庭園）
- 「ある構想のかたち」 - マリノ・マリーニ（屋外芝生広場）[34]
- 「YU-84」 - 吾妻兼治郎（屋外芝生広場）[34]
- 「座る男と女」 - リン・チャドウィック（屋外芝生広場）[34]

など

### ポスター
- 「アサヒスタイニー」（1965年） - 永井一正
- 「JAPAN」（1988年） - 永井一正
- 「Life」（2002年） - 永井一正
- 「東京オリンピック（第1号）」（1961年） - 亀倉雄策
- 「東京オリンピック（第2号）」（1962年） - 亀倉雄策
- 「東京オリンピック（第3号）」（1963年） - 亀倉雄策
- 「JAPAN」（1987年） - 田中一光
- 「サルヴァトーレ・フェラガモ 「華麗なる靴」」（1998年） - 田中一光
- 「勝利」（1975年） - 福田繁雄
- 「12人のアーティスト（モナリザ）」（1984年） - 福田繁雄

など 約13,000枚

### チェア
- 「カーサ・バトリチョのベンチ」（1906年 - 1907年デザイン） - アントニオ・ガウディ
- 「サイド・チェア（ミッドウェイ1）」（1914年デザイン） - フランク・ロイド・ライト
- 「アームチェア（レッド・アンド・ブルー）」（1918年 - 1923年デザイン） - ヘリット・トマス・リートフェルト
- 「抽斗の椅子」（1967年デザイン） - 倉俣史朗
- 「ミス・ブランチ」（1988年デザイン） - 倉俣史朗

など 約230脚

## 世界ポスタートリエンナーレトヤマ
世界ポスタートリエンナーレトヤマ（略称：IPT）は、1985年（昭和60年）より3年に一度、富山県立近代美術館にてこれまで11回開催されてきた、世界各国より公募されたポスターデザインを審査表彰し展示する、日本で唯一の世界的なポスターコンペティションで、2012年（平成24年）には4,622点、2015年（平成27年）には3,845点の応募作があった「世界5大ポスター展」の一つである。2018年8月に「第12回世界ポスタートリエンナーレトヤマ」を現美術館で引き続き開催、入選作品は展示紹介される。

## 展示室・施設
建物面積 6,683m2、鉄骨造り一部鉄骨鉄筋コンクリート造り地上3階建て、高さ 19m、延床面積 14,990m2（内 美術館用途 9,965m2）
常設展示室、企画展示室（展示室 1 - 6）以外は無料ゾーンである。

### 1階
人々が集い交流するフロア
- ロビー、受付、ロッカールーム
- TADギャラリー - 県民の創作品の発表・展示の場。
- ミュージアムショップ
- カフェ「Swallow Cafe（スワロウ カフェ）」
- 屋外芝生広場 - 彫刻・立体造形作品を展示
- 屋内駐車場（103台）
  - その他に近隣の環水公園立体駐車場（73台）や環水公園無料駐車場（計171台）が利用可能[36]。

など

### 2階
訪れるごとに発見があるフロア
- 常設展示室（有料）
  - 展示室 1（400m2、高さ 4.5m）
  - 展示室 2（679m2、高さ 5.0m）企画展示等にも利用。
- 企画展示室（有料）
  - 展示室 3（374m2、高さ 4.5m）
  - 展示室 4（700m2、高さ 5.5m）
- ホワイエ - 2階から3階にかけて吹き抜けのスペースで、コンサートやイベントの開催、11.3mの天井高を活かし空間展示などが可能。
- 中央廊下 - ホワイエから屋外広場側へ建物の中央を貫き、各展示室を繋ぐ廊下。天井と壁は、ぬくもりのある木材（ひみ里山杉）ですべて囲まれている。またいくつかの稼働壁があり各展示室への動線を変更できる。
- 南側廊下 - いたち川を望む全面ガラス張りの廊下で、三沢厚彦のクマをモチーフとした彫刻「Animal 2017-01」などを展示。
- 屋外広場 - いたち川を望む広場で、三沢厚彦のクマをモチーフとした彫刻「Animal 2017-01-B」など3点を展示。
- 収蔵庫

など

### 3階
アートとデザインをつなぐフロア
- 常設展示室（有料）
  - 展示室 5（デザイン展示室）
    - 現代のポスター並びに、デザインのすぐれたチェアー作品の展示。一部のチェアーは座ることができる。

  - 展示室 6（コレクション展示室）
    - 瀧口修造の作品並びに旧所蔵品並びに、音楽家のシモン・ゴールドベルクのコレクションの展示。
- アトリエ - 作家の公開制作やワークショップなどを開催。
- ホール – 美術に関するトークイベントや上演会などを開催。また体験型「3-Dドローイング」があり、体の動きにセンサーが反応し、壁面に絵の具画像が現れるインタラクティブアートを楽しめる。
- 中央廊下 - 2階と同じく天井・壁は、ぬくもりのある木材（ひみ里山杉）ですべて囲まれている。
  - 大型（80インチ）デジタルサイネージ - 美術館が収蔵する約13,000点のポスター作品から約3,000点を、5枚の大型デジタルタッチパネルで紹介し、タッチすると拡大して見ることができる[37]。
- キッズルーム、図書コーナー、映像コーナー、休憩室
- レストラン 現在休業中、2021年4月10日、「BiBiBi & JURULi（ビビビとジュルリ）」開店予定
- 収蔵庫

など

### 屋上
「オノマトペの屋上」
- 屋上庭園（親子で遊びながらアートやデザインを学べる場）
  - オノマトペの遊具8種 – ふわふわ（ふわふわドーム）、あれあれ、うとうと、ぷりぷり、つるつる、ひそひそ、ぐるぐる、ぼこぼこ

## 交通アクセス
- JR西日本・あいの風とやま鉄道 富山駅
  - 「南口」より、徒歩で約20分、車で約10分。
  - 「北口」より、徒歩で約15分、車でで約3分
- E8 北陸道 富山ICより、車で約15分。
- 富山空港より、車で約20分。
- 市内周遊ぐるっとBUS：北西回りルート（毎日便）富山県美術館バス亭下車、徒歩ですぐ。　富山県美術館を含む、富山市市街地の美術館・博物館・観光施設を巡る周遊バス。(一般：210円、1日フリー乗車券・大人：750円）。
- 富山地方鉄道（富山地鉄）は、41号線笹津方面から、総曲輪・市役所前・JR富山駅南口・北口・環水公園などを経由し美術館前に向かうバス「31・32・38系統 富山赤十字病院　富山県美術館行き」を運行。バス停「富山県美術館」下車すぐ。JR富山駅から美術館に向かうには、富山駅「南口」7番のりば（石坂・四方方面）、「北口」1番のりばから乗車（一般210円）。

## 周辺の主な施設・店舗
- 富岩運河環水公園
  - 美術館プロムナード「千年の桜並木」 - 常設のアートワゴン（屋台）などで作品展示、ワークショップ、アートマーケットなどを開催可能。
  - スターバックスコーヒー - 2008年（平成20年）に、スターバックスのストアデザイン賞で最優秀賞を受賞、「世界一美しいスターバックス」と称される[38]。
  - 牛島閘門 - 船溜まり横を流れるいたち川と船溜まりを水路で繋ぐ、国の登録有形文化財に登録されている閘門。
  - 富岩水上ライン運河クルーズ乗り場 - 富岩運河中流にある、国の重要文化財指定の中島閘門方面へ、定期運行する遊覧船（冬季休業）。
- とやま自遊館
- 富山市総合体育館
- 富山県民共生センター（サンフォルテ）
- 樂翠亭美術館
- ボルファートとやま
- 北日本放送入船別館
- 富山赤十字病院